# Croatian International (бадмінтон)
Croatian International — щорічний міжнародний бадмінтонний турнір, який проходить у Хорватії з 1999 року. Входить до складу European Badminton Circuit.

## Переможці
| Рік  | Чоловічий одиночний  | Жіночий одиночний | Чоловічий парний                        | Жіночий парний                       | Мікст                               |
| ---- | -------------------- | ----------------- | --------------------------------------- | ------------------------------------ | ----------------------------------- |
| 1999 | Марвін Стів          | Майя Погар        | Дмитро Мизніков Валерій Стрільцов       | Наталія Єсипенко Наталія Головкіна   | Валерій Стрільцов Наталія Головкіна |
| 2000 | Річард Воен          | Ану Векстрем      | Міхал Логош Роберт Матеусяк             | Фелісіті Голлуп Джоанн Маггерідж     | Майкл Берес Кара Сольмудсон         |
| 2001 | Олівер Понграц       | Каріна де Віт     | Крістоф Гопп Томас Теше                 | Еріка ван ден Хевел Ніколь ван Хорен | Петер Стеффенсен Лене Морк          |
| 2002 | Пшемислав Ваха       | Петя Неделчева    | Венсан Легль Светослав Стоянов          | Теммі Дженкінс Рона Робертсон        | Рассел Гогг Кірстін Макюен          |
| 2003 | Hendra Wijaya        | Pi Hongyan        | Венсан Легль Светослав Стоянов          | Міюкі Тай Йосіко Івата               | Карстен Могенсен Камілла Рюттер Юль |
| 2004 | Хідетака Ямада       | Li Li             | Даніель Гласер Денніс Вон Дан           | Jiang Yanmei Li Li                   | Светослав Стоянов Вікторія Райт     |
| 2005 | Леонар Де Паув Ольві | Мійо Акао         | Сімон Моллюхус Андерс Крістіансен       | Liu Fan Frances Sari Shinta Mulia    | Hendra Wijaya Liu Fan Frances       |
| 2006 | Ендрю Сміт           | Петя Неделчева    | Кріс Тонкс Кріс Ленгрідж                | Ліза Паркер Дженні Дей               | Кріс Ленгрідж Дженні Дей            |
| 2007 | Карл Бакстер         | Guo Xin           | Ваутер Клас Фредерік Маве               | Cai Jiani Guo Xin                    | Ваутер Клас Наталі Дешам            |
| 2008 | Вілле Лонг           | Каорі Імабеппу    | Rupesh K. T. Kumar Sanave Thomas        | Марія Торберг Каті Тольмофф          | Баптіст Карем Лора Шоне             |
| 2009 | Петер Міккельсен     | Anita Raj Kaur    | Мадс Конрад-Петерсен Мадс Пілер Колдінг | Езгі Епідже Клаудія Фогельзанг       | Звонімір Джюркіняк Сташа Познанович |
| 2010 | Бен Бекхем           | Ніколь Гретер     | Джо Морган Джеймс Філліпс               | Ніколь Гретер Шармен Рід             | Звонімір Джюркіняк Сташа Познанович |
| 2011 | Дітер Домке          | Мінацу Мітані     | Кім Аструп Серенсен Расмус Фладберг     | Сандра-Марія Єнсен Ліне К'єрсфельдт  | Звонімір Джюркіняк Сташа Познанович |